# Ensio Siilasvuo
Pehr Hjalmar Ensio Siilasvuo (fram till 1936 Strömberg), född 1 januari 1922 i Helsingfors, död 19 januari 2003 i Esbo, var en finländsk general. Han var son till den från vinterkriget välkände general Hjalmar Siilasvuo.

## Biografi
Siilasvuo tog värvning i finska armén 1940 och examinerades som löjtnant från militärakademins infanterilinje strax före fortsättningskriget 1941. Han sårades två gånger under kriget. Efter kriget arbetade han som instruktör och kompanichef 1945-50. Efter krigsskolan, tjänstgjorde han som officer vid högkvarteret för Uleåborgs militärdistrikt åren 1953-55 och fortsatte vid Rovaniemi militärdistrikt som stabschef under åren 1956-57.
Senare ledde Siilasvuo flera FN-uppdrag. Han var kommendör för den finländska kontingenten till Cypern 1965, UNFICYP. Han tjänstgjorde i en rad olika befattningar i Mellanöstern efter sexdagarskriget och han var kommendör för UNEF II på Sinaihalvön från slutet av oktoberkriget 1973 till augusti 1975. I augusti 1975 tilldelades han till den nya tjänsten som chefssamordnare för FN:s fredsbevarande uppdrag i Mellanöstern, ett uppdrag som han uppehöll fram till att fred nåddes mellan Egypten och Israel 1979.
Sillasvuo avgick från aktiv tjänst 1980, men befordrades till full general den 6 oktober 1998.

## Utmärkelser
- Storkorset av Finlands Lejons orden[3]
- Storkors av Leopold II:s orden[3]
- Järnkorset av 2:a klassen[3]
- Kommendör av Cederträdorden[3]
- Kommendör med stora korset av Nordstjärneorden[3]
- Kommendör av Hederslegionen[3]
- Egyptens förtjänstorden[3]
- Minnesmedalj för deltagande i 1941-1945 års krig[3]
- Riddartecknet av I klass av Finlands Vita Ros’ orden[3]
- Frihetskorsets 3. klass[3]
- Vinterkrigets minnesmedalj[3]
- Frihetskorsets 4. klass[3]
- Frihetskorsets 4. klass[3]
- Kommendör av Legion of Merit[3]

[Redigera Wikidata]